# Yantala Haut
Yantala Haut (auch: Yantala Béné, Yantala Nouveau) ist ein Stadtviertel (französisch: quartier) im Arrondissement Niamey I der Stadt Niamey in Niger.

## Geographie

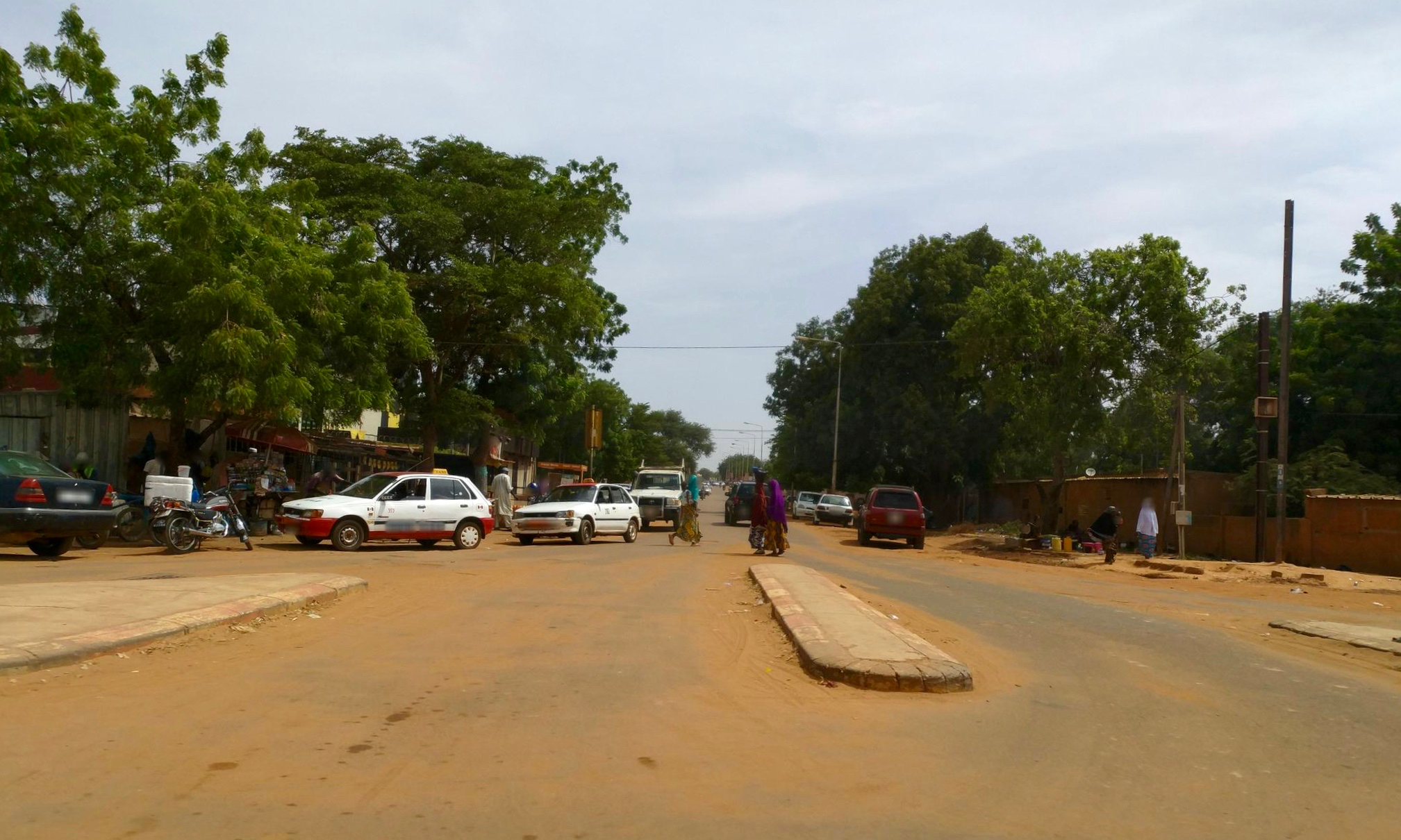
Avenue de Yantala in Yantala Haut (2017)

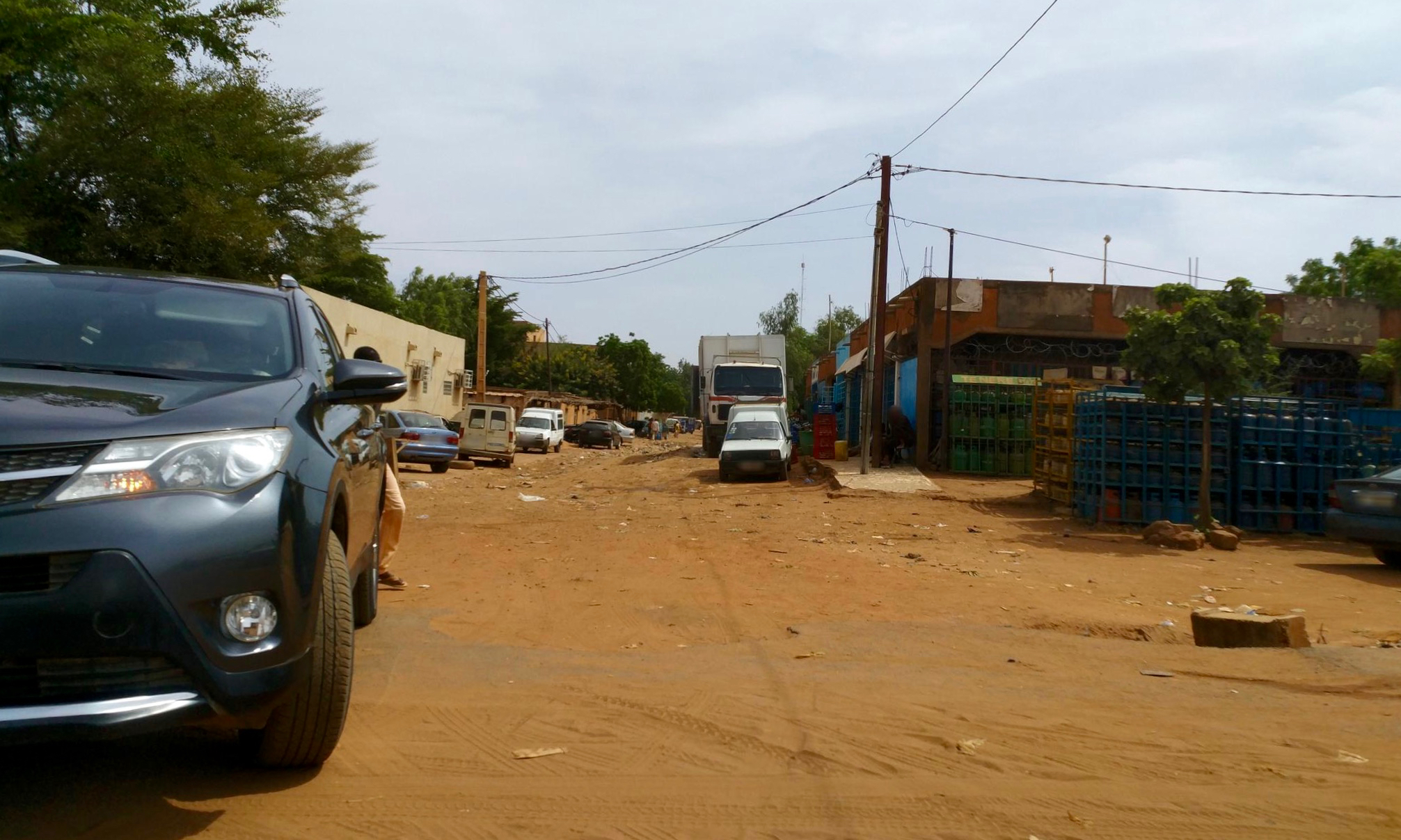
Rue YN 211 in Yantala Haut (2017)

Yantala Haut („Ober-Yantala“) befindet sich im Westen des urbanen Gemeindegebiets von Niamey. Die umliegenden Stadtviertel sind SONUCI im Nordwesten, Riyad im Norden, Plateau 2 im Südosten, Yantala Bas („Nieder-Yantala“) im Süden und Koira Kano im Südwesten. Das Stadtviertel liegt in einem Tafelland mit einer mehr als 2,5 Meter tiefen Sandschicht, wodurch eine bessere Einsickerung als in anderen Teilen der Stadt möglich ist. Im Westen von Yantala Haut befindet sich der Muslimische Friedhof von Yantala, der sich über eine Fläche von 55,2 Hektar erstreckt.
Das Standardschema für Straßennamen in Yantala Haut ist Rue YN 1, wobei auf das französische Rue für Straße das Kürzel YN für Yantala Nouveau und zuletzt eine Nummer folgt. Dies geht auf ein Projekt zur Straßenbenennung in Niamey aus dem Jahr 2002 zurück, bei dem die Stadt in 44 Zonen mit jeweils eigenen Buchstabenkürzeln eingeteilt wurde. Diese Zonen decken sich nicht zwangsläufig mit den administrativen Grenzen der namensgebenden Stadtteile. So wird das Schema Rue YN 1 nicht nur in Yantala Haut, sondern auch im Nachbarviertel Plateau 2 angewendet.

## Geschichte
Yantala Haut entstand in den 1970er Jahren als Erweiterung der älteren Siedlung Yantala Bas. Hier wurden ab 1978 Wohnungen in Lehmziegelbauweise mittleren und gehobenen Standards für höhere Funktionäre erbaut.

## Bevölkerung
Bei der Volkszählung 2012 hatte Yantala Haut 33.691 Einwohner, die in 5747 Haushalten lebten. Bei der Volkszählung 2001 betrug die Einwohnerzahl 45.823 in 7368 Haushalten und bei der Volkszählung 1988 belief sich die Einwohnerzahl auf 24.620 in 4546 Haushalten.

## Infrastruktur
In Yantala Haut gibt es zwei bedeutende Märkte: den inmitten des Wohngebiets gelegenen, 1,1 Hektar großen Yantala Habou Tagui und den auf Second-Hand-Kleidung spezialisierten Nachtmarkt Yantala Kini Habou an der Nationalstraße 1. Ersterer besteht seit 1990 und wurde 1995 umgestaltet, zweiterer entstand 1995. Zwischen beiden Märkten bestehen Synergieeffekte. Die Händler des Yantala Kini Habou lagern ihre Waren untertags im Yantala Habou Tagui. Bei einem Brand im Yantala Habou Tagui in der Nacht von 1. auf 2. April 2012 wurden über 100 Marktstände zerstört.
Die öffentliche Grundschule Ecole primaire de Yantala Haut wurde 1987 gegründet. Am Institut des Sciences de l’Informatique, d’Economie et de Management (ISIEM) werden verschiedene Lehrgänge zu Informatik, Wirtschaft und Management angeboten. Das Institut Africain de Technologie (IAT) ist eine Berufsschule für Informatik, Handel, Bank- und Zollwesen. Im Stadtviertel ist mit einem Centre de Santé Intégré (CSI) ein Gesundheitszentrum vorhanden.